# Дискография Сохён
Со Чжухён (более известная как Сохён) — южнокорейская певица и актриса. Дебютировала в августе 2007 года в гёрл-группе Girls’ Generation, заняв позиции ведущей вокалистки и самой младшей участницы. В 2012 году дебютировала в саб-юните Girls’ Generation — TTS. Её дискография включает в себя один мини-альбом, один видеоклип, семь синглов и семь саундтреков. Дебют в качестве сольной исполнительцы состоялся в январе 2017 года с мини-альбомом Don't Say No.

## Мини-альбомы
| Название     | Информация об альбоме                                                                                | Пиковая позиция в чартах | Пиковая позиция в чартах | Пиковая позиция в чартах | Пиковая позиция в чартах | ПРодажи                    |
| Название     | Информация об альбоме                                                                                | KOR                      | JPN                      | US Heat                  | US World                 | ПРодажи                    |
| ------------ | --- | ------------------------ | ------------------------ | ------------------------ | ------------------------ | -------------------------- |
| Don't Say No | - Выпущен: 17 января 2017 года - Лейбл: S.M. Entertainment, KT Music - Формат: CD, цифровая загрузка | 1                        | 72                       | 23                       | 3                        | - KOR: 33,872 - JPN: 1,791 |

## Синглы

### Как главный артист
| Название       | Год  | Пиковая позиция | Продажи (DL)  | Album        |
| Название       | Год  | KOR             | Продажи (DL)  | Album        |
| -------------- | ---- | --------------- | ------------- | ------------ |
| «Don’t Say No» | 2017 | 26              | - KOR: 68,152 | Don’t Say No |

### Коллаборация
| Название                                                                       | Год  | Пиковая позиция в чартах | Пиковая позиция в чартах | Продажи (DL)   | Альбом                                  |
| Название                                                                       | Год  | KOR                      | US World                 | Продажи (DL)   | Альбом                                  |
| ------------------------------------------------------------------------------ | ---- | ------------------------ | ------------------------ | -------------- | --------------------------------------- |
| «Love Hate» (с Джессикой и Тиффани)                                            | 2008 | —                        | —                        | н/д            | Roommate                                |
| «Jjarajajja» (с Чжу Хён Ми и Davichi)                                          | 2009 | —                        | —                        | н/д            | Jjarajajja                              |
| «Let’s Go» (с различными артистами)                                            | 2010 | —                        | —                        | н/д            | Let’s Go                                |
| «Don’t Say No» (с Юн Ган)                                                      | 2012 | 17                       | —                        | - KOR: 305,386 | н/д                                     |
| «You Are A Miracle» (с различными артистами)                                   | 2013 | 32                       | —                        | - KOR: 53,496  | 2013 SBS Gayo Daejun Friendship Project |
| «Secret» (с Юри)                                                               | 2016 | 149                      | 10                       | - KOR: 11,481  | н/д                                     |
| «—» означает, что релиз не попал в чарт или же не был выпущен в данной стране. |      |                          |                          |                |                                         |

### Промосинглы
| Название                                    | Год  | Пиковая позиция | Продажи (DL) | Альбом                              |
| Название                                    | Год  | KOR             | Продажи (DL) | Альбом                              |
| ------------------------------------------- | ---- | --------------- | ------------ | ----------------------------------- |
| «It’s Fantastic» (с Джессикой и Тиффани)    | 2008 | —               | н/д          | It’s Fantastic                      |
| «Haptic Motion» (с Тэён, Джессикой и Санни) | 2008 | —               | н/д          | н/д                                 |
| «Dreams Come True» (с Донхэ)                | 2011 | —               | н/д          | 2011 Asia Song Festival with UNICEF |
| «The Magic of Yellow Ribbon» (с Хёнджуном)  | 2011 | —               | н/д          | н/д                                 |
| «T’Ple Couple Want It!» (с Кюхёном)         | 2013 | —               | н/д          | н/д                                 |

## Саундтреки
| Название                                               | Год  | Пиковая позиция | Продажи (DL)   | Альбом                                        |
| Название                                               | Год  | KOR             | Продажи (DL)   | Альбом                                        |
| ------------------------------------------------------ | ---- | --------------- | -------------- | --------------------------------------------- |
| «Touch the Sky» (с Тэён, Джессикой, Санни и Тиффани)   | 2007 | —               | н/д            | Thirty Thousand Miles in Search of My Son OST |
| «The Little Boat» (с Тэён, Джессикой, Санни и Тиффани) | 2008 | —               | н/д            | Hong Gil-dong OST                             |
| «Motion» (с Тэён, Джессикой, Санни и Тиффани)          | 2009 | —               | н/д            | Heading to the Ground OST                     |
| «Haechi» (с Тэён, Джессикой, Санни и Тиффани)          | 2010 | 276             | н/д            | My Friend Haechi                              |
| «It’s Okay Even If It Hurts»                           | 2010 | 90              | н/д            | Kim Soo Ro OST                                |
| «Journey» (с TVXQ)                                     | 2011 | —               | н/д            | Paradise Ranch OST                            |
| «I’ll Wait for You»                                    | 2012 | 32              | - KOR: 155,557 | Fashion King OST                              |
| «Cheap Creeper» (с Тэён, Джессикой, Санни и Тиффани)   | 2014 | —               | н/д            | Make Your Move OST                            |
| «—» означает, что релиз не попал в чарт.               |      |                 |                |                                               |

## Видеоклипы
| Название       | Год  | Продолжительность | Ссылка |
| -------------- | ---- | ----------------- | ------ |
| «Don’t Say No» | 2017 | 3:17              | [ 16 ] |